# Aphonopelma behlei
Aphonopelma behlei é uma espécie de aranha pertencente à família Theraphosidae (tarântulas).